# John Rostill
John Henry Rostill (1942. június 16. – 1973. november 26.) angol (basszus)gitáros, zeneszerző.
John 1963 novemberében csatlakozott a Shadowshoz, és egészen az 1968 decemberében történt feloszlásig az együttessel maradt, valamint az 1969/70-ben újraformált Shadows-ban is játszott.
1960 és 1963 között számtalan fellépésen vett részt. Terry Young együttesének és később az Interns-nek a tagjaként John együtt szerepelt az Everly Brothers-szel, Tommy Roe-val, a Gerry and the Pacemakers-szel, Frank Ifield-del, valamint Shane Fenton-nal. Egy ilyen koncerten figyelt fel rá a Shadows is.
A Shadows-ba történő belépés nagy változást hozott John karrierjében. Első közös útja az együttessel a Kanári-szigetekre, a Wonderful Life című film forgatására vitte, innen pedig világkörüli turnéjukra indultak. A Wonderful Life-on kívül John szerepelt még a Finders Keepers és a Rhythm 'n' Greens című filmekben, valamint játszott az Aladdin és Cinderella (Hamupipőke) pantomim darabokban is (mindkét darab zenei betétjeinek társszerzője is volt). John tehetségét hamarosan felfedezték és nagyon sok sláger (társ)szerzője lett. Természetesen az egyik legjobb basszusgitáros is ő volt. Erről Malcolm Campbell könyvében olvashatunk részletesen, amelyben a szerző egy Hank Marvin-nal készített interjúból idéz:
"Minden egyes basszusgitárosnak aki valaha is megfordult a Shadows-ban más-más stílusa volt – Jet Harris-re erőteljes, dinamikus játék volt jellemző. Brian Locking nem volt annyira erőteljes, mint Jet, játéka inkább higgadt, nyugodt volt. Utána jött John, aki sokkal inkább Jet-re hasonlított, dinamikus, virtuóz gitárjátékával. Kiváló zenész volt."
John az 1966-ban újraalakult Shadows-nak is tagja volt, és részt vett az 1969-es angliai és japán turnékon is. Ezen kívül szintén Rostill játszik a basszusgitáron a Sankei Hall-ban felvett albumon is, valamint a klasszikussá vált Slaughter On The 10th Avenue című kislemezen is. Az élő felvételek minősége változó, de értéke a gyűjtők számára felbecsülhetetlen, mivel Bruce Welch nem volt jelen ezen a koncerten, Johnt lehet hallani amint felkonferálja a számokat.
1969-ben Tom Jones kísérő zenészeket keresett, és egyértelmű volt, hogy basszistának John Rostill-t választja. John a következő 4 évet az USA-ban töltötte, és azért nem tudott 1973-ban a Shadows-hoz csatlakozni mert még mindig le volt szerződve Tom Jones-hoz.
Ez idő alatt dalok írásával is próbálkozott, és 1971-ben kiadta egyetlen önálló kislemezét: Funny Old World/Green Apples. Szerzeményei közül hármat (Let Me Be There, Please Mr. Please és If You Love Me Let Me Know) Olivia Newton-John adott ki, és annak ellenére, hogy Angliában nem értek el vele nagy sikert, Amerikában milliókat adtak el belőle.
Sajnos John nem élhette meg számainak hatalmas sikerét. 1973. november 26-án Bruce felhívta otthonában, hogy dolgozzanak pár számon. Amikor ő és John felesége, Margaret bejutottak az otthoni stúdióba látták, hogy a gitárost halálos áramütés érte.
Halála nem csak a családjára volt nagyon nagy hatással (Rostill 1970 márciusában házasodott össze Margarettel, és fiuk Paul Rostill 1972-ben született), hanem az egész zenei életre is.
John Rostill-ra általában mint egy csöndes, visszahúzódó emberre emlékeznek. A Shadows fókusza megváltozott miután Jet kilépett, és 1973-ra Hank és Bruce lettek a "nagy nevű személyiségek". John Henry Rostil egy kivételesen tehetséges zenész volt, és nem szabad alábecsülni mindazt amit gitárosként, zeneszerzőként és vokalistaként végzett a Shadows tagjaként.